# Lliga espanyola d'hoquei sobre patins masculina 1974-1975
La sisena edició de la Lliga espanyola d'hoquei patins masculina, denominada en el seu moment Divisió d'Honor, s'inicià el 6 d'octubre de 1974 i finalitzà el 27 d'abril de 1975. Es va proclamar campió de lliga el CP Voltregà i van descendir el CE Vendrell i el CE Sabadell. L'HC Sentmenat i el CH Caldes van mantenir la categoria en una promoció posterior.

## Participants
| - FC BARCELONA - REUS DEPORTIU - HC SENTMENAT - CP CIBELES - SFERIC TERRASSA - CE ARENYS DE MUNT - CH CALDES | - CP VOLTREGÀ - CP VILANOVA - CP VIC - CE VENDRELL - AA NOIA - CERDANYOLA CH - CD SABADELL |

## Llegenda
| Pts = Punts totals PJ = Partits jugats PG = Partits guanyats PE = Partits empatats PP = Partits perduts GF = Gols a favor |  | GC = Gols en contra DG = Diferència de gols (GF-GC) Ressaltat en verd = Equip campió de lliga. Ressaltat en blau = Equip que promociona per la permanència. Ressaltat en vermell = Equip descendent de categoria. |  |  |

## Fase Regular

### Classificació
| Pos | Equip             | Pts | PJ | PG | PE | PP | GF  | GC  | DG   |
| --- | ----------------- | --- | -- | -- | -- | -- | --- | --- | ---- |
| 1   | CP Voltregà       | 47  | 26 | 23 | 1  | 2  | 212 | 106 | +106 |
| 2   | FC Barcelona      | 44  | 26 | 21 | 2  | 3  | 174 | 93  | +81  |
| 3   | Cerdanyola CH     | 33  | 26 | 15 | 3  | 8  | 118 | 92  | +26  |
| 4   | Reus Deportiu     | 31  | 26 | 13 | 5  | 8  | 140 | 96  | +44  |
| 5   | CP Vilanova       | 28  | 26 | 13 | 2  | 11 | 105 | 126 | -21  |
| 6   | CP Vic            | 27  | 26 | 11 | 5  | 10 | 101 | 123 | -22  |
| 7   | CE Arenys de Munt | 24  | 26 | 9  | 6  | 11 | 108 | 99  | +9   |
| 8   | AA Noia           | 24  | 26 | 11 | 2  | 13 | 105 | 103 | +2   |
| 9   | CP Cibeles        | 24  | 26 | 11 | 2  | 13 | 123 | 139 | -16  |
| 10  | SFERIC Terrassa   | 22  | 26 | 9  | 4  | 13 | 91  | 124 | -33  |
| 11  | HC Sentmenat      | 20  | 26 | 9  | 2  | 15 | 135 | 146 | -11  |
| 12  | CH Caldes         | 15  | 26 | 6  | 3  | 17 | 88  | 135 | -47  |
| 13  | CE Vendrell       | 14  | 26 | 4  | 6  | 16 | 96  | 144 | -48  |
| 14  | CD Sabadell       | 11  | 26 | 5  | 1  | 20 | 83  | 153 | -70  |

## Promoció

### Eliminatòria 1
|               |     |              |  |
| CN Reus Ploms | 4-9 | HC Sentmenat |  |
|               |     |              |  |

|              |     |               |  |
| HC Sentmenat | 9-3 | CN Reus Ploms |  |
|              |     |               |  |

### Eliminatòria 2
|              |     |           |  |
| At. Montemar | 8-5 | CH Caldes |  |
|              |     |           |  |

|           |     |              |  |
| CH Caldes | 7-0 | At. Montemar |  |
|           |     |              |  |